# Copa do Nordeste 2003
Die Copa do Nordeste 2003, war die achte Austragung der Copa do Nordeste, eines regionalen Fußballpokalwettbewerbs in Brasilien, der vom nationalen Fußballverband CBF organisiert wurde. Es startete am 13. Februar und endete am 21. März 2003.

## Modus
Aufgrund von Terminüberschneidungen mit Spielen in den Fußballmeisterschaften der Bundesstaaten von Brasilien nahmen nur zwölf Klubs an der Austragung teil. Dazu kam, dass diese aus demselben Grund nicht im üblichen Ligamodus antreten konnten.
In der ersten Runde traten acht Klubs einmal gegeneinander an. Die jeweiligen Sieger zogen ins Viertelfinale ein, wo sie den nunmehr in den Wettbewerb eingetretenen vier Klubs zugelost wurden. Die Viertelfinalspiele wurden in nur einem Aufeinandertreffen entschieden. Ab den Halbfinale wurden die Entscheidungen in Hin- und Rückspiel ermittelt.

## Teilnehmer
Die 12 Teilnehmer kamen aus den Bundesstaaten Alagoas, Bahia, Ceará, Paraíba, Rio Grande do Norte und Sergipe.
Die Teilnehmer waren:
| Bundesstaat         | Klub                       |
| ------------------- | -------------------------- |
| Alagoas             | CS Alagoano                |
| Alagoas             | SC Corinthians Alagoano    |
| Alagoas             | Clube de Regatas Brasil    |
| Bahia               | Fluminense de Feira FC     |
| Bahia               | Palmeiras Nordeste Futebol |
| Bahia               | EC Vitória                 |
| Ceará               | Ceará SC                   |
| Paraíba             | Botafogo FC (PB)           |
| Paraíba             | FC Treze                   |
| Rio Grande do Norte | ABC Natal                  |
| Rio Grande do Norte | América FC (RN)            |
| Sergipe             | CS Sergipe                 |

## Vorrunde
| Datum       |                 | Ergebnis        |                            | Stadion (Zuschauer) |
| ----------- | --------------- | --------------- | -------------------------- | ------------------- |
| 13. Februar | América FC (RN) | 1:0             | FC Treze                   | Machadão            |
| 14. Februar | Ceará SC        | 1:0             | SC Corinthians Alagoano    | Vovozão             |
| 14. Februar | CS Sergipe      | 2:0             | Palmeiras Nordeste Futebol | Batistão            |
| 15. Februar | ABC Natal       | 0:0 (4:3 i. E.) | Botafogo FC (PB)           | Machadão            |

## Finalrunde

### Turnierplan
|  | Viertelfinale       | Viertelfinale | Viertelfinale       | Viertelfinale | Viertelfinale |   |            | Halbfinale | Halbfinale | Halbfinale | Halbfinale | Halbfinale |  |  | Finale | Finale | Finale | Finale | Finale |
|  |                     |               |                     |               |               |   |            |            |            |            |            |            |  |  |        |        |        |        |        |
|  | Alagoas             | CRB           |                     |               | 2             |   |            |            |            |            |            |            |  |  |        |        |        |        |        |
|  | Rio Grande do Norte | ABC           |                     |               | 3             |   |            |            |            |            |            |            |  |  |        |        |        |        |        |
|  | Rio Grande do Norte | ABC           | Rio Grande do Norte | ABC           | 3             | 2 | 0          | 2          |            |            |            |            |  |  |        |        |        |        |        |
|  |                     |               |                     |               |               | 2 | 0          | 2          |            |            |            |            |  |  |        |        |        |        |        |
|  |                     | Bahia         | Fluminense          | 1             | 1             | 2 |            |            |            |            |            |            |  |  |        |        |        |        |        |
|  | Bahia               | Bahia         | Fluminense          | 1             | 1             | 2 | Fluminense |            |            | 2          |            |            |  |  |        |        |        |        |        |
|  | Bahia               |               |                     |               |               |   | Fluminense |            |            | 2          |            |            |  |  |        |        |        |        |        |
|  | Ceará               | Ceará         |                     |               | 0             |   |            |            |            |            |            |            |  |  |        |        |        |        |        |
|  |                     |               |                     |               |               |   | Bahia      | Fluminense | 1          | 0          | 1          |            |  |  |        |        |        |        |        |
|  |                     | Bahia         | Vitória             | 1             | 0             | 1 |            |            |            |            |            |            |  |  |        |        |        |        |        |
|  | Alagoas             | CSA           |                     |               | 1             |   |            |            |            |            |            |            |  |  |        |        |        |        |        |
|  | Rio Grande do Norte | América       |                     |               | 2             |   |            |            |            |            |            |            |  |  |        |        |        |        |        |
|  | Rio Grande do Norte | América       | Rio Grande do Norte | América       | 2             | 2 | 0          | 2          |            |            |            |            |  |  |        |        |        |        |        |
|  |                     |               |                     |               |               | 2 | 0          | 2          |            |            |            |            |  |  |        |        |        |        |        |
|  |                     | Bahia         | Vitória             | 3             | 1             | 4 |            |            |            |            |            |            |  |  |        |        |        |        |        |
|  | Bahia               | Bahia         | Vitória             | 3             | 1             | 4 | Vitória    |            |            | 4          |            |            |  |  |        |        |        |        |        |
|  | Bahia               |               |                     |               |               |   | Vitória    |            |            | 4          |            |            |  |  |        |        |        |        |        |
|  | Sergipe             | Sergipe       |                     |               | 0             |   |            |            |            |            |            |            |  |  |        |        |        |        |        |

## Viertelfinale
| Datum       |                         | Ergebnis |                 | Stadion (Zuschauer) |
| ----------- | ----------------------- | -------- | --------------- | ------------------- |
| 20. Februar | Clube de Regatas Brasil | 2:3      | ABC Natal       | Rei Pelé            |
| 20. Februar | EC Vitória              | 4:0      | CS Sergipe      | Barradão            |
| 20. Februar | Fluminense de Feira FC  | 2:0      | Ceará SC        | Princesa            |
| 20. Februar | CS Alagoano             | 1:2      | América FC (RN) | Rei Pelé            |

## Halbfinale
| Datum       |                        | Ergebnis  |                        | Stadion (Zuschauer) |
| ----------- | ---------------------- | --------- | ---------------------- | ------------------- |
| 28. Februar | ABC Natal              | 2:1 (1:1) | Fluminense de Feira FC | Machadão            |
| 7. März     | Fluminense de Feira FC | 1:0 (1:0) | ABC Natal              | Princesa            |
| Gesamt:     | ABC Natal              | (a)2:2(a) | Fluminense de Feira FC |                     |

| Datum       |                 | Ergebnis  |                 | Stadion (Zuschauer) |
| ----------- | --------------- | --------- | --------------- | ------------------- |
| 28. Februar | América FC (RN) | 0:1       | EC Vitória      | Machadão            |
| 7. März     | Vitória         | 3:2 (1:0) | América FC (RN) | Barradão            |
| Gesamt:     | América FC (RN) | 2:4       | EC Vitória      |                     |

## Finale

### Hinspiel
| Fluminense de Feira FC                                       | Fluminense de Feira FC                                                                       | EC Vitória                                                                                   | EC Vitória |
| ------------------------------------------------------------ | -------------------------------------------------------------------------------------------- | -------------------------------------------------------------------------------------------- | ---------- |
| Fluminense de Feira FC                                       | \| 15. März 2003 in Feira de Santana (Estádio Joia da Princesa) \| \| Ergebnis: 1:1 (1:1) \| | \| 15. März 2003 in Feira de Santana (Estádio Joia da Princesa) \| \| Ergebnis: 1:1 (1:1) \| | EC Vitória |
| Fluminense de Feira FC                                       | 1:0 Jean Michel (39.)                                                                        | 0:1 Nádson (9.)                                                                              | EC Vitória |
| 15. März 2003 in Feira de Santana (Estádio Joia da Princesa) |                                                                                              |                                                                                              |            |
| Ergebnis: 1:1 (1:1)                                          |                                                                                              |                                                                                              |            |

### Rückspiel
| EC Vitória                                                  | EC Vitória | Fluminense de Feira FC | Fluminense de Feira FC |
| ----------------------------------------------------------- | --- | --- | ---------------------- |
| EC Vitória                                                  | \| 21. März 2003 in Salvador (Bahia) (Estádio Manoel Barradas) \| \| Ergebnis: 0:0 \| \| Zuschauer: 2.220 \| \| Schiedsrichter: Luiz Alberto Soledade ( Bahia) \|                      | \| 21. März 2003 in Salvador (Bahia) (Estádio Manoel Barradas) \| \| Ergebnis: 0:0 \| \| Zuschauer: 2.220 \| \| Schiedsrichter: Luiz Alberto Soledade ( Bahia) \|      | Fluminense de Feira FC |
| EC Vitória                                                  | Paulo Musse – Ramalho, Adaílton, Aderaldo, Alessandro Azevedo – Xavier, Arivélton, Kléber , Samir – Gilmar Silva , Nádson Reserve Dudu Cearense , Zé Roberto Cheftrainer: Joel Santana | Rafael Córdova – Roberto, Márcio Baiano, Anderson, Matarazzo – Dada, Gama, Lulinha, Fábio Lopes – Jean Michel , Obina Reserve Marquinhos , Aldari Cheftrainer: Helinho | Fluminense de Feira FC |
| EC Vitória                                                  | Xavier, Adaílton | Obina, Dada, Lulinha, Márcio | Fluminense de Feira FC |
| EC Vitória                                                  | Matarazzo (3.) | | Fluminense de Feira FC |
| 21. März 2003 in Salvador (Bahia) (Estádio Manoel Barradas) | | |                        |
| Ergebnis: 0:0                                               | | |                        |
| Zuschauer: 2.220                                            | | |                        |
| Schiedsrichter: Luiz Alberto Soledade ( Bahia)              | | |                        |